# Sächsischer Bergsteigerbund
Der Sächsische Bergsteigerbund e. V., Sektion des Deutschen Alpenvereins (SBB) ist ein Bund von Einzelmitgliedern, kleinen und größeren Klubs und der größte Bergsportverband der Region für bergsportliche Aktivitäten in der Sächsischen Schweiz und deren Umgebung. Er ist der größte Sportverband in Sachsen. Ziel des SBB ist es, das Bergsteigen und alpine Sportarten in den Alpen und den deutschen Mittelgebirgen zu fördern. Als Gebietsbetreuer für das Klettergebiet Sächsische Schweiz im Deutschen Alpenverein (DAV) engagiert sich der Verein in erster Linie für die Sächsische Schweiz, das Sächsische Klettern und den Schutz der Natur im Nationalpark Sächsische Schweiz.
Diese Ziele verfolgt der Verein mit verschiedenen Mitteln. Auf der einen Seite sind das Maßnahmen zur Sicherstellung des Bergsteigens, wie die Betreuung der Ringe, Abseilösen und Gipfelbücher, die Felssanierung und die Sicherung von Wegen, auf der anderen Seite aber auch Ausbildungsmaßnahmen, die Fortschreibung der Sächsischen Kletterregeln, die Durchführung gemeinsamer Bergfahrten und die Pflege kultureller Werte. Der SBB hat eigene Chöre und unterhält zwei Hütten im Elbsandsteingebirge und ein Archiv für die Gipfelbücher der Sächsischen Schweiz. Eine Arbeitsgruppe des Vereins beurteilt neu erschlossene Kletterwege (Erstbegehungen) auf die Einhaltung der sächsischen Kletterregeln.
Der SBB ist ein eingetragener Verein und unterhält Geschäftsstellen in Dresden. Des Weiteren unterhält die Ortsgruppe Pirna eine eigene Geschäftsstelle in Pirna-Sonnenstein.

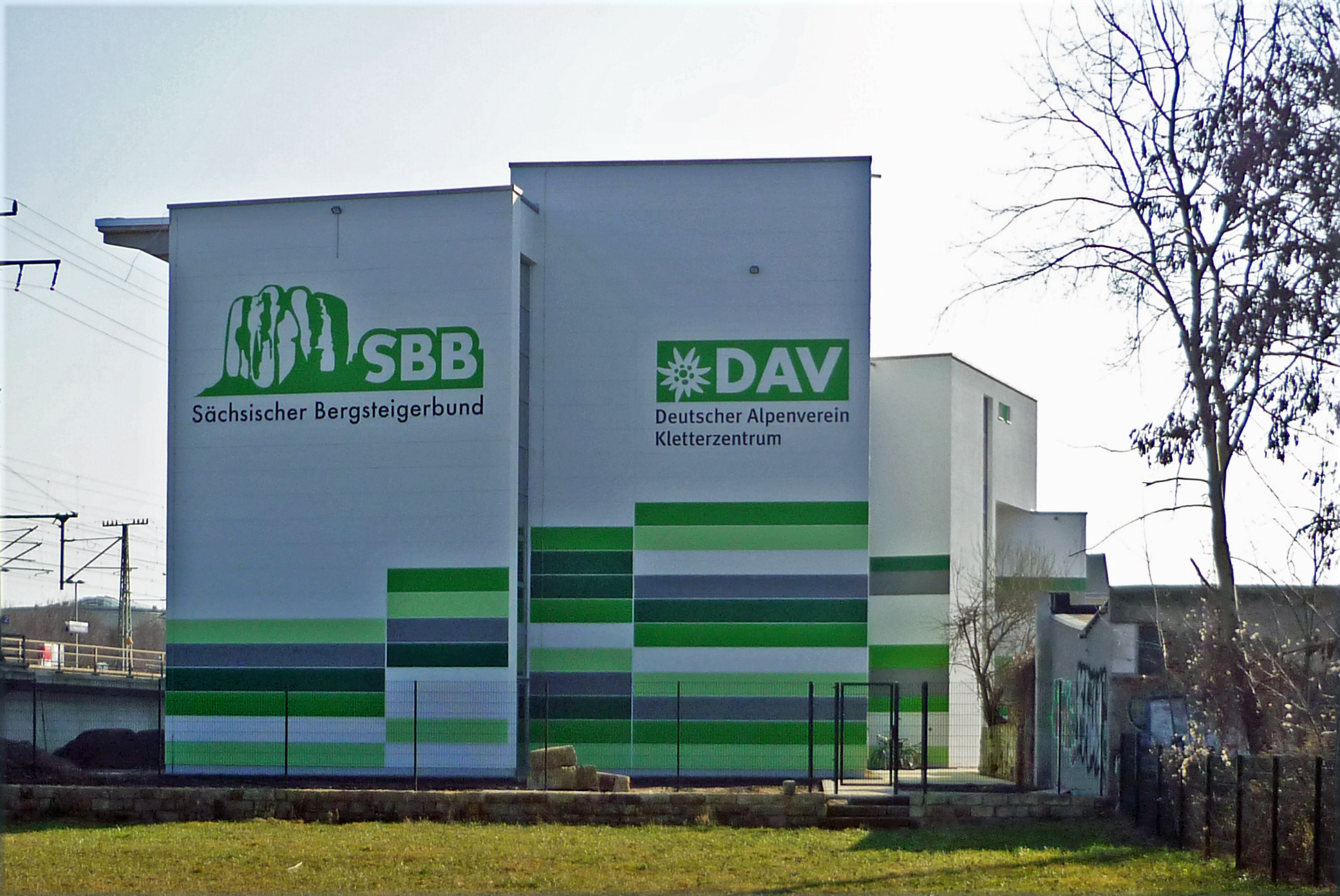
Das 2015 in Dresden eröffnete Vereinszentrum des SBB mit DAV-Kletterhalle.

## Geschichte
Der SBB wurde am 1. März 1911 gegründet, zu den ersten Mitgliedern gehörte unter anderem Rudolf Fehrmann. Wie alle deutschen Vereine wurde der SBB 1945 verboten. Er konnte in der Nachkriegszeit und der DDR seine Aktivitäten nicht wieder aufnehmen. Am 21. Dezember 1989 wurde der SBB in Dresden wiedergegründet. Im Sommer 1990 wurde er Sektion des Deutschen Alpenvereins, wo er mit aktuell 19.223 Mitgliedern auf Rang 12 steht. Damit ist er einer der größten Sportvereine Deutschlands.

## Organisation
Die Organisation des Vereins erfolgt in überwiegend ehrenamtlichen Strukturen. Lediglich eine Handvoll hauptamtlicher Mitarbeiter betreuen die Geschäftsstelle.
Laut Satzung ist die Mitgliederversammlung das höchste Gremium des SBB. In der Regel wird die Mitgliederversammlung einmal jährlich einberufen. Für die Umsetzung von Beschlüssen der Mitgliederversammlung und die Durchsetzung der Satzung ist der Vorstand zuständig, dieser besteht aus 8 Mitgliedern. Für die Verwaltung (Buchhaltung, Mitgliederverwaltung) des Vereins sind größtenteils die hauptamtlichen Mitarbeiter der Geschäftsstelle zuständig.

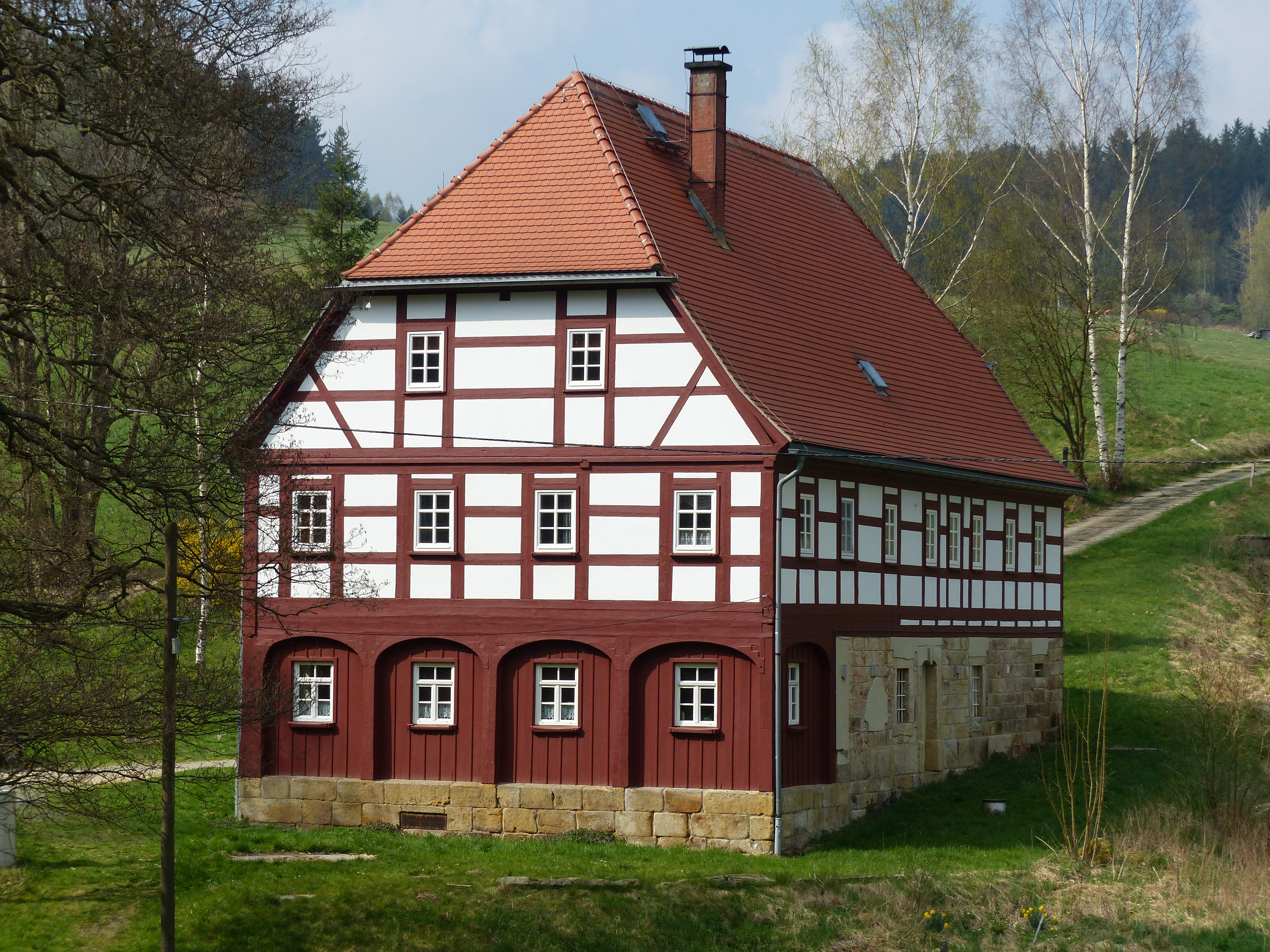
Blick auf die „Saupsdorfer Hütte“. Der SBB betreibt das 1818 erbaute Umgebindehaus in Saupsdorf seit 1993 als Unterkunftsstätte.

## Kultur
Zum Bergsteigen oder Wandern gehört das Singen schon seit langem dazu. So liegt es nahe, dass der Verein sich auch auf diesem Gebiet engagiert. Die drei Chöre des SBB sind die Bergfinken Dresden (gegründet 1920), der Bergsteigerchor Sebnitz (1928) und der Männerchor Sächsische Schweiz (1977). Sie pflegen und entwickeln das sächsische und deutsche Berg- und Wanderliedergut, ihr Repertoire umfasst aber auch Volks- und Heimatlieder sowie klassische Werke. Auftritte der Chöre umrahmen verschiedenste Veranstaltungen des SBB. Der auch bekannte Sächsische Bergsteigerchor Kurt Schlosser ist dagegen kein Chor des SBB.

## Hütten des SBB
Elbsandsteingebirge (Sächsische Schweiz)
- Bielatal-Hütte auf 380 m ü. NHN, im Bielatal
- Saupsdorfer Hütte auf 285 m ü. NHN, in Saupsdorf

## Kletterhalle Dresden
In Dresden betreibt der SBB seit dem 30. Januar 2015 ein Vereinszentrum mit DAV-Kletterhalle.

## Sektionsvorsitzende
Eine chronologische Übersicht über alle Präsidenten der Sektion seit Gründung.
| Amtszeit  | Präsident       |
| --------- | --------------- |
| 1911–1911 | Reinhold Greter |
| 1911–1914 | Alfred Porzig   |
| 1914–1919 | Alfred Funger   |
| 1919–1921 | Paul Hoffmann   |
| 1921–1923 | Hermann Händler |
| 1923–1925 | Arthur Dombois  |
| 1925–1926 | Johannes Thumm  |
| 1926–1931 | Paul Gimmel     |
| 1932–1934 | Kurt Schmiedgen |
| 1934–1945 | ― 1             |

| Amtszeit  | Präsident         |
| --------- | ----------------- |
| 1945–1990 | ― 2               |
| 1990–2002 | Ulrich Voigt      |
| 2002–2005 | Peter Horn        |
| 2005–2008 | Paul G. Schaubert |
| 2008–2020 | Alexander Nareike |
| 2020–2022 | Peter Rüger       |
| 2022–     | Uwe Daniel        |

Anmerkung

## Ehrenmitglieder
Der SBB hat im Laufe der Jahre Personen, die sich um den SBB und das Sächsische Bergsteigen verdient gemacht haben, zu Ehrenmitgliedern ernannt, einzelne ehemalige Vorsitzende wurden zu Ehrenvorsitzenden ernannt.
Ehrenmitglieder:
- Willy Häntzschel (1906–1993)
- Fritz Petzold (1902–1986, posthum)
- Welly Petzold (1906–2001)
- Dietrich Hasse (1933–2022)
- Arthur Treutler (1932–2015)
- Peter Rüger (* 1964)
- Alfred Neugebauer (1914–2006)
- Irmgard Uhlig (1910–2011)
- Dietmar Heinicke (* 1936)
- Gisbert Ludewig (* 1930)
- Herbert Richter (* 1935)
- Gunter Seifert (* 1943)
- Bernd Arnold (* 1947)
- Joachim Schindler (* 1947)
- Peter Rölke (* 1965)
- Alexander Nareike (* 1971)

Ehrenvorsitzende:
- Paul Gimmel (1889–1960)
- Willy Ehrlich (1896–1993)
- Ulrich Voigt (* 1934)